# 程鵬 (正德進士)
程鵬（1477年—？），字萬里，山西平陽府解州人，民籍，明朝政治人物。

## 生平
弘治十四年（1501年）辛酉科山西鄉試第五十二名舉人。正德六年（1511年）中式辛未科會試第二百八十三名，登第三甲第一百九十九名進士。授鄠縣知縣，曾任河南南阳府鄧州知州，官至刑部郎中，卒于京师。。

## 家族
曾祖程興；祖父程景；父程綱，母譚氏。具慶下。弟程鶴。
女儿为生员李大芳妻，幼聪慧，嗜读书，长适大芳。年二十三而寡，抚遗腹子椿亭为德望士。椿亭卒，诸孙皆幼。程氏口授经书，从师讲学，考校勤惰，卒造有成。程氏能琴，夫亡，终身不再鼓。